# Loup (fiume Francia)
Il Loup è un fiume francese che attraversa il dipartimento delle Alpi Marittime, nella regione della Provenza-Alpi-Costa Azzurra, e che sfocia nel mar Ligure.

## Percorso
Il Loup nasce a 1200 metri d'altezza, nel territorio comunale di Andon, e poi scorre verso est sino a quando vira verso sud formando le celebri gole. Dopo aver attraversato i territori di Le Bar-sur-Loup e Vence, il fiume bagna la cittadina di Villeneuve-Loubet, nell'area metropolitana nizzarda. Sfocia nel mar Ligure a sud di Cagnes-sur-Mer.